# Aftermath Entertainment
Aftermath Entertainment es una compañía discográfica fundada por el productor de hip-hop y rapero Dr. Dre. Funciona como una subsidiaria de Universal Music Group Interscope Records y se distribuye a través de la misma. Los artistas actuales son Dr. Dre mismo, Eminem, Kendrick Lamar, Gunsize, Anderson Paak, Jon Connor y Justus con los exparticipantes 50 Cent, Busta Rhymes, The Game, Raekwon, Eve, Rakim y muchos más. Los artistas han ganado  certificaciones RIAA de platino (o más alto) en 18 de sus 22 álbumes lanzados con el sello discográfico.

## Roster actual

### Artistas
- Dr. Dre
- Eminem (Aftermath/Shady)
- Kendrick Lamar
- Justus
- Anderson .Paak
- Jon Connor

### Escritores
- Nikki Grier
- Brooklyn
- Stat Quo
- Slyp

### Productores
- Dr. Dre
- DJ Khalil
- Snoop Dogg
- Mark Batson
- Mel-Man
- Dem Jointz
- Mista Choc
- Mr. Porter
- Yogi
- Barboza JF
- Luxor
- Hi-Tek
- Chocolate

### Exartistas
- 50 Cent
- Hayes
- Bishop Lamont
- Marsha Ambrosius
- Stat Quo
- Busta Rhymes
- Tiffany Villareal
- Joell Ortiz
- Eve
- G.A.G.E.
- Dion
- The Game
- Brooklyn
- Joe Beast
- Antonio
- Paco
- Batman
- Lil Mozart
- Jesus MC
- Rakim
- Shaunta
- Truth Hurts
- AMmie Terrin
- RBX
- Dawn Robinson
- Focus...
- Xzibit
- The Firm (Cormega, Nas, Foxy Brown, AZ & Nature)
- Last Emperor
- King T
- Slim The Mobster
- Gunsize
- Raekwon

### Artistas afiliados
- Game
- Snoop Dogg
- Gunsize
- Tha Dogg Pound
- Nate Dogg
- Xzibit
- Scott Storch
- G-Unit
- Ca$his
- Raekwon
- Jay-Z
- R. Kelly
- The Neptunes
- Pharrell Williams
- Gwen Stefani
- Lady Gaga
- Maroon 5
- Timbaland
- The New Royales
- Ice Cube
- Harder Luxury
- Bruno Mars

## Sellos afiliados
Shady Records (Eminem), G-Unit Records (50 Cent) y Black Wall Street Records (The Game) extienden la familia Aftermath.